# ميودراغ بيلوديديتشي
ميودراغ بيلوديديتشي (بالرومانية: Miodrag Belodedici)‏ (مواليد 20 مايو 1964 في سوكول) هو لاعب كرة قدم روماني دولي سابق كان يلعب كمدافع مُخلَص. بدأ مسيرته الرياضية عام 1982 واعتزل اللعب عام 2001. سبق له أن لعب في كأس العالم لكرة القدم مع منتخب بلاده. لعب خلال مسيرته 457 مباراة سجل خلالها 28 هدفاً.

## روابط خارجية
- ميودراغ بيلوديديتشي على موقع الاتحاد الدولي (مؤرشف)  (الإنجليزية)
- ميودراغ بيلوديديتشي على موقع الاتحاد الأوربي (الإنجليزية)
- ميودراغ بيلوديديتشي على موقع قاعدة بيانات كرة القدم.إي يو (الإنجليزية)
- ميودراغ بيلوديديتشي على موقع ناشيونال فوتبول تيمز (الإنجليزية)